# Mob Psycho 100
Mob Psycho 100 (モブサイコ100, Mobu Saiko Hyaku) est un manga écrit et dessiné par ONE. Il est prépublié entre 2012 et 2017 dans le magazine Ura Sunday de l'éditeur Shōgakukan. La version française est publiée par Kurokawa depuis juin 2017. Reigen - Médium Niveau 131 Max -  (REIGEN ～霊級値MAX131の男～, Reigen: Reikyuuchi Max 131 no Otoko), une série dérivée sur le personnage d'Arataka Reigen est publiée entre 2018 et 2019 sur l'application Manga ONE. La version française est publiée par Kurokawa depuis juillet 2023.
Une adaptation en anime produite par le studio Bones est diffusée entre juillet 2016 et septembre 2016 sur Tokyo MX au Japon et en simulcast sur Crunchyroll dans les pays francophones. Une deuxième saison est diffusée entre janvier 2019 et avril 2019. La troisième saison de la série adapte les 4 derniers tomes et est diffusée entre le 6 octobre 2022 et le 22 décembre 2022.
En juillet 2016, Mob Psycho 100 avait plus de 1,2 million d'exemplaires en circulation. En 2016, le manga a remporté le 62e Prix Shōgakukan dans la catégorie shōnen. L'adaptation animée a été considérée comme l'une des meilleures séries animées des années 2010.

## Synopsis
L'histoire suit Kageyama Shigeo, un élève de quatrième possédant des pouvoirs psychiques. Il peut plier et soulever n'importe quel objet avec son esprit. Cependant, il s'est lentement refusé d’exercer ses capacités en public car sa trop grande puissance peut infliger des conséquences négatives aux humains "normaux". Aujourd'hui, la seule et unique chose qu'il désire est de sortir avec une fille de son collège : Tsubomi. Avec son mentor, Reigen Arataka, un médium qui ne possède en vérité aucun pouvoir, il continue de vivre paisiblement en essayant de réaliser son but.

## Personnages
Shigeo Kageyama (影山茂夫, Kageyama Shigeo) dit Mob (モブ, Mobu)
Voix japonaise : Setsuo Ito, voix française : Jean-Pierre Leblan
Élève de 4e au collège du Sel. Il travaille pour Reigen Arataka au Bureau des esprits. Shigeo est d’apparence simple et n’attire pas du tout l’attention. Il a un grand pouvoir de médium (chasseur d’esprit) mais ne l’utilise que pour son travail comme le lui appris son patron. Il pense que ses pouvoirs ne sont pas très utiles au quotidien et aurait préféré être comme son petit frère, Ritsu, afin de pouvoir séduire les filles, en particulier Tsubomi Takane dont il est amoureux depuis qu’il est petit.
Arataka Reigen (霊幻新隆, Reigen Arataka)
Voix japonaise : Takahiro Sakurai, voix française : Fabrice Lelyon
Il est le chef du Bureau des esprits qui ne compte que deux personnes, Shigeo et lui-même. Il se prétend médium et son travail consiste à chasser les esprits. En réalité, c’est un escroc qui connait les capacités de Shigeo et les utilise pour attirer des clients et combattre les esprits. Malgré cela, il apprécie Shigeo et le conseille sur l'utilisation de ses pouvoirs.
Ritsu Kageyama (影山律, Kageyama Ritsu)
Voix japonaise : Miyu Irino, voix française : Vincent de Boüard
Il est le petit frère de Shigeo. C’est un garçon brillant qui excelle dans plusieurs domaines. C'est le 1er de sa classe de 5e. Il fait partie du BDE du collège du Sel. Ritsu estime que le pouvoir de Shigeo est un don et l’envie pour cela. Il a donc beaucoup de respect pour son frère et ne comprend pas pourquoi celui-ci n’exploite pas plus ses pouvoirs.
Smile (エクボ, Ekubo)
Voix japonaise : Akio Ōtsuka, voix française : Patrick Pellegrin
Il était le gourou de la secte Smiley avant que Shigeo ne le batte. Après son combat, il décide de rester auprès de Shigeo afin de pouvoir un jour s'emparer de son corps et de ses pouvoirs. Smile peut s'emparer des corps des personnes sans pouvoir, ainsi que de ceux qui ont un don si celles-ci ont perdu connaissance.
Teruki Hanazawa (花沢輝気, Hanazawa Teruki) dit Teru (輝)
Voix japonaise : Yoshitsugu Matsuoka, voix française : Alan Aubert-Carlin
Il est en 4e au collège du Vinaigre noir. Il a aussi des pouvoirs et n’a aucun scrupule à les utiliser contre les autres. Très arrogant, il considère que ses pouvoirs le mettent au même niveau qu’un dieu, son but étant de dominer le monde. Son attitude changera après son combat contre Shigeo.
Shinji Kamuro (神室真司, Kamuro Shinji)
Voix japonaise : Koji Yusa, voix française : Jean-Marco Montalto
Il est le président du BDE. C'est un garçon fourbe qui utilise les autres élèves pour parvenir à ses fins. Il est en réalité mal dans sa peau et tente de le dissimuler.
Tome Kurata (暗田トメ, Kurata Tome)
Voix japonaise : Atsumi Tanezaki, voix française : Frédérique Marlot
Élève de 4e et présidente du club des télépathes. Elle est dans le même collège que Shigeo et souhaiterait que celui-ci intègre son club afin qu’il l’aide à réaliser son rêve : parvenir à contacter des extraterrestres. Cependant, il décide de rejoindre le club des culturistes. Tome a une personnalité excentrique et s'entend bien avec Shigeo.
Musashi Goda (郷田武蕨, Gōda Musashi)
Voix japonaise : Toshihiko Seki, voix française : Antoine Tomé
Président du club de culturisme au collège du Sel. Il n’aime pas la violence mais l’utilise s’il faut protéger les membres de son club, dont Shigeo fait partie.
Tsubomi Takane (高嶺ツボミ, Takane Tsubomi)
Voix japonaise : Uki Satake, voix française : Nayeli Forest
C'est une amie d’enfance de Shigeo. Au départ, Tsubomi était épatée par les pouvoirs de Shigeo, mais elle s’en est lassée et s’est éloignée de lui par la suite. C’est une fille très populaire au collège du Sel.
Tenga Onigawara (鬼瓦天牙, Onigawara Tenga)
Voix japonaise : Yoshimasa Hosoya, voix française : Alexandre Coadour
Il est le chef du gang du collège du Sel. Il souhaite battre le gang du collège du Vinaigre noir, dont fait partie Teruki. Il pense plus avec ses muscles qu’avec sa tête mais a un bon fond.
Ichi Mezato (米里イチ, Mezato Ichi)
Voix japonaise : Ayumi Fujimura, voix française : Sophie Planet
Camarade de classe de Shigeo, elle fait partie du club de journalisme. Elle s’intéresse de près aux pouvoirs de Shigeo.

## Manga
La série Mob Psycho 100, écrite et illustrée par One, est publiée dans le magazine en ligne Ura Sunday de l'éditeur Shōgakukan à partir du 18 avril 2012. La série est également disponible sur l'application mobile MangaONE depuis décembre 2014. Elle s'est terminée le 22 décembre 2017 avec finalement, 101 chapitres,.
L'éditeur Shōgakukan publie les chapitres sous format tankōbon depuis le premier volume sorti le 16 novembre 2012 et termine sa publication avec le volume no 16 sorti le 19 juillet 2018,.
La version française a commencé à être publiée par Kurokawa avec un premier volume sorti le 8 juin 2017 et s'est terminée au seizième tome, sorti le 8 octobre 2020.
Aux États-Unis, la version anglophone est publiée par Dark Horse Comics à partir d'octobre 2018. La série est également publiée dans plusieurs pays autour du monde, notamment par Ivrea en Espagne, Star Comics en Italie, Panini Comics au Brésil et Carlsen en Allemagne.
Une série de manga spin-off intitulée Reigen - Médium Niveau 131 Max -  (REIGEN ～霊級値MAX131の男～, Reigen: Reikyuuchi Max 131 no Otoko) a été publiée en ligne sur le site Web d'Ura Sunday et dans l'application mobile MangaONE à partir du 19 mars 2018 jusqu'au 19 février 2019. Shōgakukan a publié un volume compilé le 19 février 2019,,. En France, le volume est publié par Kurokawa le 6 juillet 2023.

### Liste des volumes
| no | Japonais         | Japonais          | Français          | Français          |
| no | Date de sortie   | ISBN              | Date de sortie    | ISBN              |
| --- | ---------------- | ----------------- | ----------------- | ----------------- |
| 1 | 16 novembre 2012 | 978-4-09-124102-3 | 8 juin 2017       | 978-2-36852-502-9 |
| Liste des chapitres : - Épisode 1 : Arataka Reigen, médium autoproclamé - Épisode 2 : Doutes d'ado - Épisode 3 : Tomé Kurata du club de télépathie - Épisode 4 : Pour soi-même - Épisode 5 : Je voudrais juste avoir la cote - Épisode 6 : L'invitation - Épisode 7 : Mort de rire - Épisode 8 : Explosion - Épisode 9 : L'esprit qui voulait devenir un dieu - Histoire bonus : Le pire coin à fantômes |                  |                   |                   |                   |
| 2 | 18 février 2013  | 978-4-09-124252-5 | 6 juillet 2017    | 978-2-36852-503-6 |
| Liste des chapitres : - Épisode 10 : Le surdoué - Épisode 11 : Attrape-nigaud - Épisode 12 : L'œil du cyclone - Épisode 13 : Un regard méprisant - Épisode 14 : Semblables - Épisode 15 : Disparition - Épisode 16 : Samouraï déchu - Épisode 17 : Moi et mes pouvoirs - Histoire bonus 1 : Le faux vase - Histoire bonus 2 : Fascination et impulsion                                                   |                  |                   |                   |                   |
| 3 | 18 juin 2013     | 978-4-09-124338-6 | 14 septembre 2017 | 978-2-36852-518-0 |
| Liste des chapitres : - Épisode 18 : Nature inconnue - Épisode 19 : Dénouement - Épisode 20 : Le conseil des élèves - Épisode 21 : Le chef de l'ombre du collège du sel - Épisode 22 : Le laboratoire d'éveil - Épisode 23 : Pour atteindre ses objectifs - Épisode 24 : Haine |                  |                   |                   |                   |
| 4 | 18 juillet 2013  | 978-4-09-124397-3 | 9 novembre 2017   | 978-2-36852-519-7 |
| Liste des chapitres : - Épisode 25 : Une relation ambiguë - Épisode 26 : Exaltation - Épisode 27 : Discordance - Épisode 28 : Altération - Épisode 29 : Qu'est-ce que tu as fais ? - Épisode 30 : Quand le frère s'excuse - Épisode 31 : Maturité - Épisode 32 : Volonté de destruction - Épisode 33 : Affrontement - Épisode 34 : La "Griffe"                                                           |                  |                   |                   |                   |
| 5 | 18 décembre 2013 | 978-4-09-124543-4 | 8 février 2018    | 978-2-36852-520-3 |
| Liste des chapitres : - Épisode 35 : Torture - Épisode 36 : Utilisation - Épisode 37 : Équipe - Épisode 38 : Pas de temps à perdre - Épisode 39 : Les Éveillés - Épisode 40 : Pyrokinésiste - Épisode 41 : C'est qui? - Épisode 42 : Coup de fil - Épisode 43 : Aura maléfique - BONUS |                  |                   |                   |                   |
| 6 | 16 mai 2014      | 978-4-09-124682-0 | 16 mai 2018       | 978-2-36852-521-0 |
| Liste des chapitres : - Épisode 44 : Respect - Épisode 45 : Leader - Épisode 46 : Maître - Épisode 47 : Location - Épisode 48 : Écrasement - Épisode 49 : Fin - Épisode 50 : Aucun changement - Épisode 51 : Quelqu'un observe - Épisode 52 : Déchiquetage - BONUS |                  |                   |                   |                   |
| 7 | 18 juillet 2014  | 978-4-09-125129-9 | 5 juillet 2018    | 978-2-36852-523-4 |
| Liste des chapitres : - Épisode 53 : Légendes urbaines - Épisode 54 : Rencontre avec une légende - Épisode 55 : Ignorance - Épisode 56 : Mission en solo - Épisode 57 : Racines - Épisode 58 : Danger après danger - Épisode 59 : Un Gros Client - Épisode 60 : Possession |                  |                   |                   |                   |
| 8 | 17 octobre 2014  | 978-4-09-125476-4 | 11 octobre 2018   | 978-2-36852-524-1 |
| Liste des chapitres : - Épisode 61 : Mauvais esprit - Épisode 62 : Les choses se corsent - Épisode 63 : Dernier Recours - Épisode 64 : Monde parallèle - Épisode 65 : Désaccord - Épisode 66 : Voix |                  |                   |                   |                   |
| 9 | 12 février 2015  | 978-4-09-125748-2 | 10 janvier 2019   | 978-2-36852-525-8 |
| Liste des chapitres : - Épisode 67 : Dénouement - Épisode 68 : Choix - Épisode 69 : Plus rien à gratter - Épisode 70 : Le Médium solitaire - Épisode 71 : Tohu-Bohu - Épisode 72 : Au pied du mur - Épisode 73 : Vrai visage - Épisode 74 : Vers l'avant - BONUS |                  |                   |                   |                   |
| 10 | 4 août 2015      | 978-4-09-126328-5 | 11 avril 2019     | 978-2-36-852526-5 |
| Liste des chapitres : - Épisode 75 : Tant pis - Épisode 76 : Feu - Épisode 77 : Montrez-moi vos pouvoirs - Épisode 78 : Rassemblement - Épisode 79 : Déclaration - Épisode 80 : Conflit interne - Épisode 81 : Les super 5 - Épisode 82 : Assaut - Épisode 83 : Pouvoirs de détection |                  |                   |                   |                   |
| 11 | 4 décembre 2015  | 978-4-09-126676-7 | 4 juillet 2019    | 978-2-36-852527-2 |
| Liste des chapitres : - Épisode 84 : Mastard - Épisode 85 : Muscles - Épisode 86 : Droit devant - Épisode 87 : Conseil - Épisode 88 : Surprise |                  |                   |                   |                   |
| 12 | 17 juin 2016     | 978-4-09-127310-9 | 10 octobre 2019   | 978-2-36-852759-7 |
| Liste des chapitres : - Épisode 89 : Réintégration sociale - Épisode 90 : Boss fight (1ère partie) - Épisode 90 : Boss fight (2e partie) |                  |                   |                   |                   |
| 13 | 19 août 2016     | 978-4-09-127373-4 | 9 janvier 2020    | 978-2-368-52916-4 |
| Liste des chapitres : - Épisode 91 : La plante géante - Épisode 92 : Réfléchissons à notre avenir - Épisode 93 : Haruaki Amakusa, le chasseur de monstres ! La menace de l'association des monstres des "cent démons" !! - Épisode 94 : Excitation - Épisode 95 : Tends tes mains |                  |                   |                   |                   |
| 14 | 19 avril 2017    | 978-4-09-127592-9 | 28 mai 2020       | 978-2-368-52917-1 |
| Liste des chapitres : - Épisode 96 : Peace - Épisode 97 : Smile |                  |                   |                   |                   |
| 15 | 19 octobre 2017  | 978-4-09-127819-7 | 20 août 2020      | 978-2-368-52918-8 |
| Liste des chapitres : - Épisode 98 : Communication - Épisode 99 : Mob |                  |                   |                   |                   |
| 16 | 19 juillet 2018  | 978-4-09-128460-0 | 8 octobre 2020    | 978-2-368-52919-5 |
| Liste des chapitres : - Épisode 100 : Déclaration d'amour - Épisode 101 : La vie continue |                  |                   |                   |                   |

## Anime
Le 2 décembre 2015, Ura Sunday annonce une adaptation en série télévisée animée du manga produite par Bones et réalisée par Yuzuru Tachikawa. Hiroshi Seko s'occupe du scénario, Yoshimichi Kameda se charge du design des personnages et Kenji Kawai compose la musique. La série est diffusée entre le 12 juillet 2016 et le 27 septembre 2016 sur Tokyo MX, puis diffusée sur ytv, BS Fuji et TV Asahi Channel. Dans les pays francophones, la série est diffusée en simulcast sur Crunchyroll.
Le 18 mars 2018, une deuxième saison de la série est annoncée avec la même équipe de réalisation. Elle est diffusée du 7 janvier 2019 au 1er avril 2019 en simulcast sur Crunchyroll,.
Le 19 octobre 2021, Bones annonce l'arrivée d'une troisième saison de la série qui adapte les 4 derniers tomes du manga. Yuzuru Tachikawa quitte son rôle de réalisateur pour devenir réalisateur exécutif et c'est Takahiro Hasui qui reprend son rôle. La série est diffusée du 6 octobre 2022 au 22 décembre 2022 sur Tokyo MX et BS Fuji, au Japon et en simulcast sur Crunchyroll.

### Liste des épisodes

#### Première saison
| No                            | Titre en français                                       | Titre original                                                                   | Date de 1re diffusion |
| ----------------------------- | ------------------------------------------------------- | -------------------------------------------------------------------------------- | --------------------- |
| 1                             | Arataka Reigen, autoproclamé Médium de génie ~ et Mob ~ | 自称霊能力者・霊幻新隆～とモブ～ Jishō reinōryoku-sha Reigen Arata ~To Mobu~     | 11 juillet 2016       |
| [Chapitre 1 + Filler]         |                                                         |                                                                                  |                       |
| 2                             | Doutes d'ado ~ Entrée du club des télépathes ~          | 青い春の疑問～脳感電波部登場～ Aoi haru no gimon ~Nō-kan denpa-bu tōjō~          | 18 juillet 2016       |
| [Chapitres 2-3-4-56]          |                                                         |                                                                                  |                       |
| 3                             | Invitation ~ En gros, devenir populaire ~               | 集いへの誘い～簡単に言うとモテたい～ Tsudoi e no sasoi ~Kantan ni iu to motetai~ | 25 juillet 2016       |
| [Chapitres 5-6-7-8]           |                                                         |                                                                                  |                       |
| 4                             | Rendez-vous pour idiots ~ Semblables ~                  | 馬鹿オンリーイベント～同類～ Baka onrī ibento ~Dōrui~                            | 1er août 2016         |
| [Chapitres 9-10-11-12-13]     |                                                         |                                                                                  |                       |
| 5                             | Samouraï déserteur ~ Un Médium et moi ~                 | ＯＣＨＩＭＵＳＨＡ～超能力と僕～ Ochimusha ~Chōnōryoku to boku~                  | 8 août 2016           |
| [Chapitres 14-15-16-17-18-19] |                                                         |                                                                                  |                       |
| 6                             | Discordance ~ Pour le devenir ~                         | 不調和～成るために～ Fuchōwa ~Naru tame ni~                                      | 15 août 2016          |
| [Chapitres 20-21-22-23-24]    |                                                         |                                                                                  |                       |
| 7                             | Exaltation ~ J'ai obtenu la perte ~                     | 昂揚～喪失を手に入れた～ Kōyō ~Sōshitsu o te ni ireta~                           | 22 août 2016          |
| [Chapitres 25-26-27-28-29]    |                                                         |                                                                                  |                       |
| 8                             | Le frère s'incline ~ L'intention de détruire ~          | 兄ペコ～破壊意思～ Ani peko ~Hakai ishi~                                         | 29 août 2016          |
| [Chapitres 30-31-32-33-34]    |                                                         |                                                                                  |                       |
| 9                             | La griffe ~ 7e section ~                                | "爪"～第7支部～ Tsume ~Dai 7 shibu~                                              | 5 septembre 2016      |
| [Chapitres 34-35-36-37-38]    |                                                         |                                                                                  |                       |
| 10                            | Aura maléfique ~ Le cerveau ~                           | 巨悪のオーラ～黒幕～ Kyoaku no ōra ~Kuromaku~                                    | 12 septembre 2016     |
| [Chapitres 39-40-41-42-43]    |                                                         |                                                                                  |                       |
| 11                            | Mon maître ~ Le leader ~                                | 師匠～Leader～ Shishō ~Leader~                                                   | 19 septembre 2016     |
| [Chapitres 44-45-46]          |                                                         |                                                                                  |                       |
| 12                            | Mob et Reigen                                           | モブと霊幻 Mobu to Reigen                                                        | 26 septembre 2016     |
| [Chapitres 47-48-49-50]       |                                                         |                                                                                  |                       |

#### Deuxième saison
| No                               | Titre en français                                | Titre original                                           | Date de 1re diffusion |
| -------------------------------- | ------------------------------------------------ | -------------------------------------------------------- | --------------------- |
| 1 (13)                           | En mille morceaux ~ Quelqu'un regarde ~          | ビリビリ〜誰かが見ている〜 Biribiri ~Darekaga mite iru~  | 7 janvier 2019        |
| [Chapitres 51-52-57]             |                                                  |                                                          |                       |
| 2 (14)                           | Légendes urbaines ~ Rencontre avec une légende ~ | 都市伝説〜噂との遭遇〜 Toshi densetsu ~Uwasa to no sōgū~ | 14 janvier 2019       |
| [Chapitres 53-54-55]             |                                                  |                                                          |                       |
| 3 (15)                           | Un tas de dangers ~ Anormalité ~                 | 重ねる危険〜変質〜 Kasaneru kiken ~Henshitsu~            | 21 janvier 2019       |
| [Chapitres 57-58-59]             |                                                  |                                                          |                       |
| 4 (16)                           | A l’intérieur ~ Esprit maléfique ~               | 中身〜悪霊〜 Nakami ~Akuryō~                             | 28 janvier 2019       |
| [Chapitres 59-60-61-62-63]       |                                                  |                                                          |                       |
| 5 (17)                           | Discorde ~ Le choix ~                            | 不和 ～選択～ Fuwa ~Sentaku~                             | 4 février 2019        |
| [Chapitres 64-65-66-67]          |                                                  |                                                          |                       |
| 6 (18)                           | Une solitude blanchâtre                          | 孤独なホワイティー Kodokuna howaitī                      | 11 février 2019       |
| [Chapitres 68-69-70-71]          |                                                  |                                                          |                       |
| 7 (19)                           | Au pied du mur ~ La vérité ~                     | 追い込み ～正体～ Oikomi ~Shōtai~                        | 18 février 2019       |
| [Chapitres 71-72-73]             |                                                  |                                                          |                       |
| 8 (20)                           | Quand bien même ~ Aller de l'avant ~             | それでも ～前へ～ Soredemo ~Mae e~                       | 25 février 2019       |
| [Chapitres 74-75-76]             |                                                  |                                                          |                       |
| 9 (21)                           | Faites vos preuves ~ Rassemblement ~             | 見せてみろ ～集合～ Misete miro ~Shūgō~                  | 4 mars 2019           |
| [Chapitres 76-77-78-79-80-81-82] |                                                  |                                                          |                       |
| 10 (22)                          | Frictions ~ La catégorie musclée ~               | 衝突 ～パワー系～ Shōtotsu ~Pawā-kei~                    | 11 mars 2019          |
| [Chapitres 82-83-84-85]          |                                                  |                                                          |                       |
| 11 (23)                          | Aux commandes ~ Le pouvoir de détection ~        | 指導 ～感知能力者～ Shidō ~Kanchi nōryoku-sha~           | 18 mars 2019          |
| [Chapitres 86-87-88]             |                                                  |                                                          |                       |
| 12 (24)                          | Réinsertion sociale ~ L'amitié ~                 | 社会復帰戦 ～友情～ Shakaifukki-sen ~Yūjō~               | 25 mars 2019          |
| [Chapitres 89-90]                |                                                  |                                                          |                       |
| 13 (25)                          | Le combat final ~ L'ultime lueur ~               | ボス戦 ～最後の光～ Bosu-sen ~Saigo no hikari~           | 1er avril 2019        |
| [Chapitres 90-91]                |                                                  |                                                          |                       |

#### Troisième saison
| No                                      | Titre en français                                              | Titre original                                                                                       | Date de 1re diffusion |
| --------------------------------------- | -------------------------------------------------------------- | --- | --------------------- |
| 1 (26)                                  | L'avenir ~ Le plan de carrière ~                               | 将来 ～進路希望～ Shōrai ~Shinro kibō~                                                               | 6 octobre 2022        |
| [Chapitre 92]                           |                                                                | |                       |
| 2 (27)                                  | Haruaki Amakusa, chasseur de fantômes ! ~ Les cataspectres ! ~ | 妖怪ハンター・天草晴明登場！ ～百鬼の脅威！！～ Yōkai hantā Amakusa Haruaki tōjō! ~Hyakki no kyōi!!~ | 13 octobre 2022       |
| [Chapitre 93]                           |                                                                | |                       |
| 3 (28)                                  | Quand on chope le melon ~ 100% ~                               | 調子に乗る ～100%～ Chōshininoru ~Hyaku pāsento~                                                     | 20 octobre 2022       |
| [Chapitres 94-95]                       |                                                                | |                       |
| 4 (29)                                  | L'arbre sacré (P1) : L'entrée du gourou                        | 神樹① ～教祖登場～ Shinju ichi ~Kyōso tōjō~                                                          | 27 octobre 2022       |
| [Chapitres 95-96]                       |                                                                | |                       |
| 5 (30)                                  | L'arbre sacré (P2) : Peace                                     | 神樹② ～ピース～ Shinju ni ~Pīsu~                                                                    | 3 novembre 2022       |
| [Chapitre 97]                           |                                                                | |                       |
| 6 (31)                                  | L'arbre sacré (P3) : Smile                                     | 神樹③ ～エクボは～ Shinju san ~Ekubo wa~                                                             | 10 novembre 2022      |
| [Chapitre 97 (fin)]                     |                                                                | |                       |
| 7 (32)                                  | Communications (P1) : Vacances d'hiver                         | 通信中① ～冬休み～ Tsūshinchū Ichi ~Fuyuyasumi~                                                      | 17 novembre 2022      |
| [Chapitre 98]                           |                                                                | |                       |
| 8 (33)                                  | Communications (P2) : Rencontre du troisième type              | 通信中② ～未知との遭遇～ Tsūshinchū Ni ~Michi to no Sōgū~                                            | 24 novembre 2022      |
| [Chapitre 98 (fin) + Journal d'Inugawa] |                                                                | |                       |
| 9 (34)                                  | Mob (P1) : Déménagement                                        | モブ① ～引っ越し～ Mobu ichi ~Hikkoshi~                                                              | 1er décembre 2022     |
| [Chapitre 99]                           |                                                                | |                       |
| 10 (35)                                 | Mob (P2) : Mon rival                                           | モブ② ～ライバル～ Mobu ni ~Raibaru~                                                                 | 8 décembre 2022       |
| [Chapitre 100]                          |                                                                | |                       |
| 11 (36)                                 | Mob (P3) : Le traumatisme                                      | モブ③ ～トラウマ～ Mobu san ~Torauma~                                                                | 15 décembre 2022      |
| [Chapitre 100]                          |                                                                | |                       |
| 12 (37)                                 | Confidences : La vie suit son cours                            | 告白 ～これから～ Kokuhaku ~Kore kara~                                                               | 22 décembre 2022      |
| [Chapitres 100 (fin)-101]               |                                                                | |                       |

### Génériques
Pour la saison 1, Mob Choir interprète le générique de début intitulé 99, tandis que ALL OFF interprète le générique de fin intitulé Refrain Boy.
Pour la saison 2, Mob Choir interprète de nouveau le générique de début intitulé cette fois-ci 99.9 avec la participation du groupe de musique japonais sajou no hana. Ce dernier interprète également quatre génériques de fin intitulés Gray, Memosepia (メモセピア), Mabuta no Ura (目蓋の裏) et Ikiru Hitobito (いきるひとびと),,.
Pour la saison 3, Mob Choir interprète de nouveau le générique de début intitulé 1 et interprète également le générique de fin intitulé Cobalt,.
| Saison   | Épisodes | Début | Début                         | Épisodes         | Fin            | Fin                           |
| Saison   | Épisodes | Titre | Groupe                        | Épisodes         | Titre          | Groupe                        |
| -------- | -------- | ----- | ----------------------------- | ---------------- | -------------- | ----------------------------- |
| Saison 1 | 1 – 12   | 99    | MOB CHOIR                     | 1 – 12           | Refrain Boy    | ALL OFF                       |
| Saison 2 | 2 – 13   | 99.9  | MOB CHOIR feat. sajou no hana | 1, 7             | Gray           | sajou no hana                 |
| Saison 2 | 2 – 13   | 99.9  | MOB CHOIR feat. sajou no hana | 2 – 4, 6, 8 – 12 | Memosepia      | sajou no hana                 |
| Saison 2 | 2 – 13   | 99.9  | MOB CHOIR feat. sajou no hana | 5                | Mabuta no Ura  | sajou no hana                 |
| Saison 2 | 2 – 13   | 99.9  | MOB CHOIR feat. sajou no hana | 13               | Ikiru Hitobito | MOB CHOIR feat. sajou no hana |
| Saison 3 | 1 – 12   | 1     | MOB CHOIR                     | 1 – 3, 5         | Cobalt         | MOB CHOIR                     |
| Saison 3 | 1 – 12   | 1     | MOB CHOIR                     | 4                | Exist          | MOB CHOIR                     |

### Épisodes spéciaux et OVA
Le studio Bones a annoncé en octobre 2017 lors de l'évènement Bones Night, un premier épisode spécial du nom de Mob Psycho 100 REIGEN – Le Médium prodige de l'ombre (モブサイコ100 REIGEN ～知られざる奇跡の霊能力者～, Mob Psycho 100 Reigen : Shirarezaru Kiseki no Reinouryokusha). Ce dernier est sorti le 18 mars 2018 et a été diffusé sur la plateforme Crunchyroll,,. L'épisode est une compilation des épisodes de la saison 1 avec des scènes inédites sur le personnage de Reigen,.
Après la fin de la saison 2, un OVA a été annoncé avec Yuzuru Tachikawa en tant que réalisateur. L'épisode est intitulé Mob Psycho 100 Dai Ikkai Rei to ka Soudansho Ianryokou - Kokoro Mitasu Iyashi no Tabi et raconte une histoire inédite avec Reigen accompagné de Shigeo, Ritsu, Teruki, Smile et Serizawa. L'épisode est sorti le 25 septembre 2019 en simulcast sur Crunchyroll,,.

## Drama
Un drama adaptant le manga en série live-action est également sorti. Le casting comporte Tatsuomi Hamada (Shigeo Kageyama / Mob), Kazuki Namioka (Arataka Reigen), Yūki Yoda (Tsubomi Takane), Atsushi Arai (Teruki Hanazawa), Masayuki Deai (Sakurai), Kōhei Fukuyama (Kaito Shiratori) et Hiroaki Iwanaga (Koyama). La saison est composée de 12 épisodes et a été diffusé sur TV Tokyo du 18 janvier 2018 au 5 avril 2018,,,. En France, la série a été diffusée sur la plateforme Netflix, le 22 mai 2018.

## Accueil

### Manga
Mob Psycho 100 remporte le soixante-deuxième Prix Shōgakukan, dans la catégorie « Shōnen » en 2016. En juillet 2016, Mob Psycho 100 avait plus de 1,2 million d'exemplaires en circulation.

### Anime
Lors de la 1er Crunchyroll Anime Awards, la première saison de la série animée a reçu deux prix : Meilleure action et Meilleure scène de combat (Shigeo contre Koyama). Il a également été nommé dans six autres catégories, dont "Anime de l'année". Lors des 4e Crunchyroll Anime Awards en 2020, la deuxième saison de l'anime a également remporté deux prix : Meilleure animation et Meilleure opening. Il a également été nommé dans cinq autres catégories, dont "Anime de l'année",. Mob Psycho 100 est l'une des œuvres recommandées par le jury dans la division Animation du 20e Japan Media Arts Festival en 2017.
En 2019, Polygon a nommé la série comme l'un des meilleurs anime des années 2010 et Crunchyroll l'a inscrite dans leur « Top 100 des meilleurs anime des années 2010 ». IGN a également classé Mob Psycho 100 parmi les meilleures séries animées des années 2010.

### Œuvres
Édition japonaise
1. 1 2 3  (ja) « モブサイコ１００（１） », sur Shōgakukan (consulté le 29 décembre 2021)
2. 1 2 3  (ja) « モブサイコ１００（１６） », sur Shōgakukan (consulté le 29 décembre 2021)
3. 1 2  (ja) « モブサイコ１００（２） », sur Shōgakukan (consulté le 29 décembre 2021)
4. 1 2  (ja) « モブサイコ１００（３） », sur Shōgakukan (consulté le 29 décembre 2021)
5. 1 2  (ja) « モブサイコ１００（４） », sur Shōgakukan (consulté le 29 décembre 2021)
6. 1 2  (ja) « モブサイコ１００（５） », sur Shōgakukan (consulté le 29 décembre 2021)
7. 1 2  (ja) « モブサイコ１００（６） », sur Shōgakukan (consulté le 29 décembre 2021)
8. 1 2  (ja) « モブサイコ１００（7） », sur Shōgakukan (consulté le 29 décembre 2021)
9. 1 2  (ja) « モブサイコ１００（8） », sur Shōgakukan (consulté le 29 décembre 2021)
10. 1 2  (ja) « モブサイコ１００（９） », sur Shōgakukan (consulté le 29 décembre 2021)
11. 1 2  (ja) « モブサイコ１００（１０） », sur Shōgakukan (consulté le 29 décembre 2021)
12. 1 2  (ja) « モブサイコ１００（１１） », sur Shōgakukan (consulté le 29 décembre 2021)
13. 1 2  (ja) « モブサイコ１００（１２） », sur Shōgakukan (consulté le 29 décembre 2021)
14. 1 2  (ja) « モブサイコ１００（１３） », sur Shōgakukan (consulté le 29 décembre 2021)
15. 1 2  (ja) « モブサイコ１００（１４） », sur Shōgakukan (consulté le 29 décembre 2021)
16. 1 2  (ja) « モブサイコ１００（１５） », sur Shōgakukan (consulté le 29 décembre 2021)

Édition française
1. 1 2 3  « Mob Psycho 100 - tome 16 », sur Kurokawa (consulté le 10 mars 2022)
2. 1 2  « Mob Psycho 100 - tome 01 », sur Kurokawa (consulté le 10 mars 2022)
3. 1 2  « Mob Psycho 100 - tome 02 », sur Kurokawa (consulté le 10 mars 2022)
4. 1 2  « Mob Psycho 100 - tome 03 », sur Kurokawa (consulté le 10 mars 2022)
5. 1 2  « Mob Psycho 100 - tome 04 », sur Kurokawa (consulté le 10 mars 2022)
6. 1 2  « Mob Psycho 100 - tome 05 », sur Kurokawa (consulté le 10 mars 2022)
7. 1 2  « Mob Psycho 100 - tome 06 », sur Kurokawa (consulté le 10 mars 2022)
8. 1 2  « Mob Psycho 100 - tome 07 », sur Kurokawa (consulté le 10 mars 2022)
9. 1 2  « Mob Psycho 100 - tome 08 », sur Kurokawa (consulté le 10 mars 2022)
10. 1 2  « Mob Psycho 100 - tome 09 », sur Kurokawa (consulté le 10 mars 2022)
11. 1 2  « Mob Psycho 100 - tome 10 », sur Kurokawa (consulté le 10 mars 2022)
12. 1 2  « Mob Psycho 100 - tome 11 », sur Kurokawa (consulté le 10 mars 2022)
13. 1 2  « Mob Psycho 100 - tome 12 », sur Kurokawa (consulté le 10 mars 2022)
14. 1 2  « Mob Psycho 100 - tome 13 », sur Kurokawa (consulté le 10 mars 2022)
15. 1 2  « Mob Psycho 100 - tome 14 », sur Kurokawa (consulté le 10 mars 2022)
16. 1 2  « Mob Psycho 100 - tome 15 », sur Kurokawa (consulté le 10 mars 2022)